# William McDonnell
William Neil McDonnell (* 15. Juli 1876 in Detroit, Michigan; † 11. Mai 1941) war ein US-amerikanischer Sportschütze.

## Erfolge
William McDonnell nahm an den Olympischen Spielen  1912 in Stockholm in sechs Disziplinen teil und gewann dabei zwei Medaillen. Im Wettbewerb mit dem Kleinkalibergewehr über 25 m auf ein verschwindendes Ziel wurde er in der Mannschaftskonkurrenz neben Frederick Hird, William Leushner und Warren Sprout Dritter und gewann somit die Bronzemedaille. In den Einzelwettbewerben mit dem Kleinkaliber belegte er im liegenden Anschlag Rang 18 und auf das verschwindende Ziel Rang 14. In der Mannschaftskonkurrenz auf den Laufenden Hirsch war McDonnell mit 18 Punkten der schwächste Schütze der US-amerikanischen Mannschaft, mit der er den zweiten Platz hinter der schwedischen und vor der finnischen Mannschaft erreichte. Neben McDonnell sicherten sich Walter Winans, William Libbey und William Leushner den Gewinn der Silbermedaille. Die Einzeldisziplinen mit dem Armeegewehr schloss er auf dem 31. Platz im Dreistellungskampf und dem 32. Platz im liegenden Anschlag ab.
Sowohl bei den Spielen 1912 als auch 1920 fungierte McDonnell als Teamarzt der US-amerikanischen Schützenmannschaft. Er diente in der US Navy.